# Ctenomys magellanicus fueginus
Ctenomys magellanicus fueginus es una de las subespecies en que se divide la especie de roedor denominada comúnmente tucotuco de Magallanes (Ctenomys magellanicus), integrante del género Ctenomys. Habita en el extremo austral del Cono Sur de Sudamérica.

## Taxonomía
Este taxón fue descrito originalmente en el año 1880 por el sabio y naturalista alemán, radicado en Chile, Rodolfo Amando Philippi.
La localidad tipo es: “Östlichen Insel, este de la isla Grande de Tierra de Fuego. 

## Distribución y hábitat
Esta subespecie se distribuye en el norte, centro y oriente de la isla Grande de Tierra del Fuego, en el sur de Chile y de la Argentina. 
Habita en la estepa patagónica fría a escasa altitud, desde el nivel marino hasta no superar los 150 m s. n. m. Su dieta se compone muy especialmente de raíces de gramíneas.
El pastoreo del ganado ovino lo afecta particularmente. Por esta razón, el comité chileno que definió su categoría de conservación, según el “Reglamento de Clasificación de Especies Silvestres” (RCE), lo categorizó como taxón: “Vulnerable”.